# Joy-Ann Biscette
Joy-Ann Biscette (Castries, 1986) è una modella santaluciana, incoronata Miss Santa Lucia 2008. È alta un metro e settantatré.
Ha rappresentato lo Stato di Santa Lucia in occasione del concorso di bellezza internazionale Miss Mondo 2008, che si è tenuto il 13 dicembre 2008 a Johannesburg, in Sudafrica. La modella santaluciana tuttavia non è riuscita a superare le fasi preliminari del concorso, che alla fine ha visto vincere la russa Ksenija Suchinova.
Il 12 giugno 2011 all'età di venticinque anni, Joy-Ann Biscette è stata eletta Miss Santa Lucia Universo 2011, ottenendo quindi la possibilità di rappresentare lo Stato di Santa Lucia in occasione del concorso di bellezza internazionale, che si è tenuto il 12 settembre 2011 a São Paulo, Brasile.